# Nihon Kogata Ku-11
Nihon Kogata Ku-11 — експериментальний планер Імперської армії Японії періоду Другої світової війни.

## Історія створення
У 1943 році фірма Nihon Kogata розробила суцільнодерев'яного проєкт планера, який представила на розгляд ВПС Імперської армії Японії. Випробування, які проводились у 1944 році, не виявили суттєвих переваг перед конкурентами Kokusai Ku-7 та Kokusai Ku-8. проте армія замовила невелику партію планерів Ku-11.
Всього було збудовано 11 планерів, які використовувались для різноманітних допоміжних цілей. Про участь Ku-11 у бойових діях інформації немає.

## Тактико-технічні характеристики

### Технічні характеристики
- Екіпаж: 2 особи
- Пасажири: 12 осіб
- Висота: 4,30 м
- Розмах крила: 18,29 м
- Площа крила: 40,10 м
- Маса порожнього: 1 270 кг
- Маса спорядженого: 2 450 кг